# Ffyona Campbell
Ffyona Campbell (Totnes, Devon, 1967) is een Britse lange-afstandsloopster. Ze is de eerste vrouw die rond de wereld heeft gelopen. In 11 jaar legde ze 32.000 kilometer af en bracht een bedrag van 120.000 Pond sterling voor goede doelen bij elkaar.
Ze begon in augustus 1983 op zestienjarige leeftijd met een voettocht van het noordelijkste punt van het Schotse vasteland (John o' Groats) naar Land's End in Engeland.
Op achttienjarige leeftijd liep ze dwars door de Verenigde Staten van New York naar Los Angeles. Deze tocht werd verzwaard door een moeizame relatie met de ondersteundende ploeg en de noodzaak een strak schema te volgen in verband met de PR activiteiten van de sponsors.
Op eenentwintigjarige leeftijd wandelde ze 5.100 km Sydney naar Perth (Australië) in 95 dagen. Daarmee verbrak ze het mannelijke record voor deze tocht.
Op 2 april 1991 vertrok Ffyona Campbell uit  Kaapstad, Zuid-Afrika en legde een afstand van 16.000 km  af voordat ze op 1 september 1993 aankwam in Tanger, Marokko. Door een opstand in Zaïre moest ze haar Land Rover, die als ondersteuningsvoertuig diende,  achterlaten. Daarvoor in de plaats kwam een handkar. Haar ex-vriend Ray Mears voegde zich bij haar, voor persoonlijke bescherming.
Ffyona Cambell vertrok in april 1994 uit Algeciras, en liep door Spanje en Frankrijk naar Dover. Daarvandaan legde ze de laatste 1.300 km af terug naar John o' Groats. Daar kwam ze op 14 oktober 1994 aan. 

## Kritiek
Sommige critici zijn van mening dat Ffyona Campbell te weinig belangstelling heeft voor de gebieden waar ze doorheen loopt en de bewoners daarvan. Ook wordt haar gebrek aan sensitiviteit voor andere culturen en gewoonten verweten. Als je echter de boeken van haar leest en erbij betrekt wat zij allemaal meemaakt is dit niet terecht.

## Trivia
Tijdens haar doorsteek van de Verenigde Staten raakte Ffyona Campbell in verwachting door een lid van haar ondersteuningsploeg. Daardoor ging haar tempo omlaag. Ze besloot meerdere malen gebruik te maken van een lift van haar ondersteuningsvoertuig om afspraken met sponsors na te komen. Daarmee smokkelde ze zo'n 1.600 kilometer. Later brak ze de zwangerschap af en keerde terug om de hele tocht af te maken.
Ook verzocht ze het Guinness Book of Records om haar record te schrappen. Dit werd geweigerd, omdat ze binnen de regels was gebleven, die pauzes als gevolg van ziekte of oorlog toestaan. 
Gedurende de tocht van Dover naar John o' Groats werd Ffyona Campbell gevolgd door een filmploeg van de BBC en presentatrice Janet Street-Porter. De wederzijdse antipathie zorgt voor een ongemakkelijke kijkervaring.

## Boeken
- The Whole Story. ISBN 0-7528-0988-1
- On Foot Through Africa. ISBN 1-85797-946-X
- Feet of Clay. ISBN 0-434-10692-5